# Le Fleuve sauvage
Pour plus de détails, voir Fiche technique et Distribution.
Le Fleuve sauvage (titre original : Wild River) est un film américain d'Elia Kazan sorti en 1960.

## Synopsis
Durant le New Deal, Chuck Glover (Montgomery Clift) est envoyé dans le sud des États-Unis pour le compte de la Tennessee Valley Authority, organisme d'État chargé de la construction d'un barrage sur la rivière Tennessee, dans le but d’endiguer ses crues dévastatrices. Chuck a pour mission d'obtenir des habitants qu'ils acceptent de quitter les zones destinées à être inondées par les travaux. À son arrivée, il ne reste qu'une île dont les habitants refusent l'expropriation. Véritable maîtresse des lieux, Ella Garth (Jo Van Fleet), va vite se révéler un adversaire de poids par son obstination forcenée à rester sur ses terres. Silencieuse, en retrait, sa petite fille Carole (Lee Remick) attire le regard de Chuck.

## Fiche technique
- Titre : Le Fleuve sauvage
- Titre original : Wild River
- Réalisation : Elia Kazan

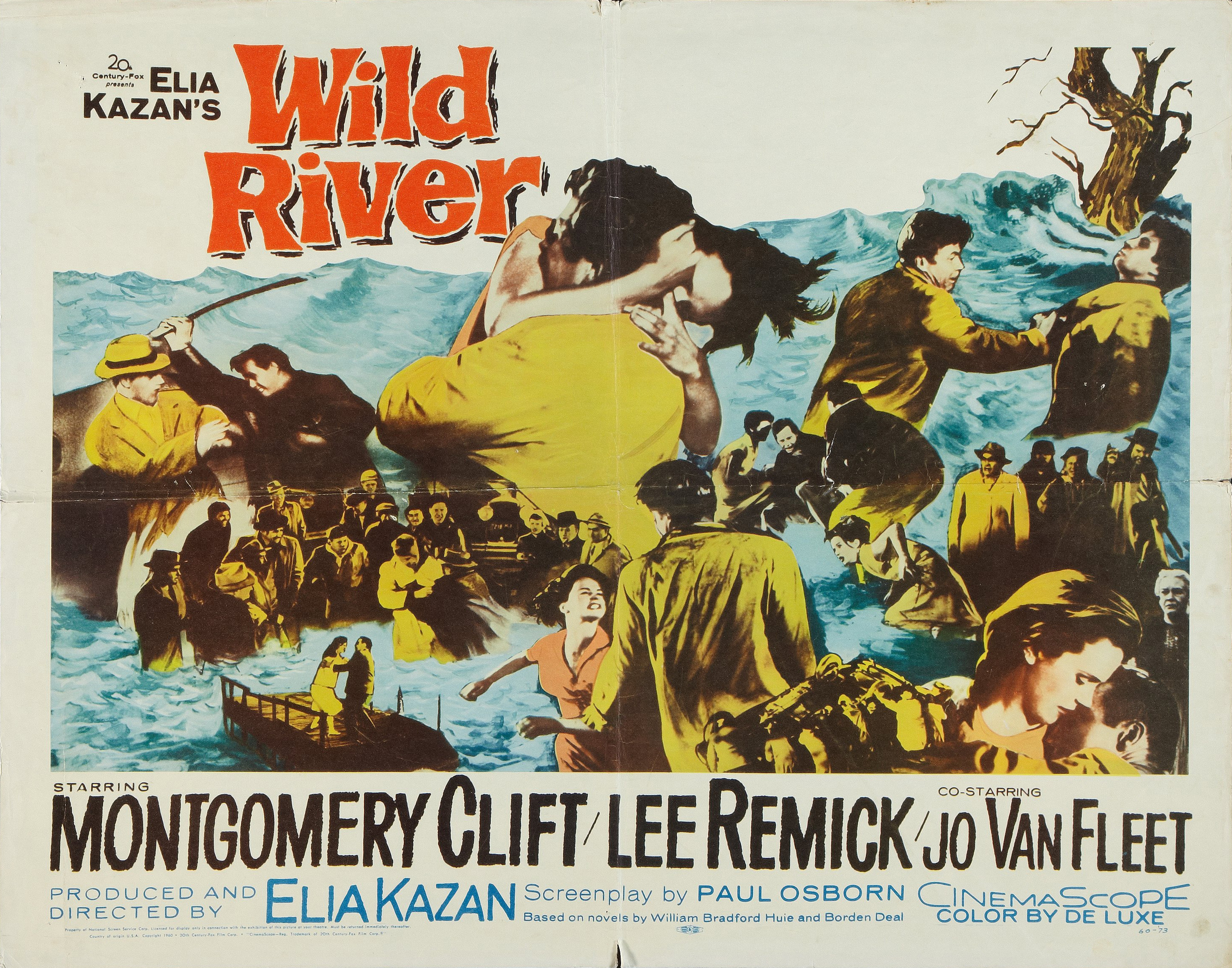
Autre affiche du film.

- Assistant-réalisateur : Charles H. Maguire
- Scénario : Paul Osborn, d'après les romans de Borden Deal (en), édité par Charles Scribner's Sons, New York, 1957, 435 p., et Dunbar's Cove, et William Bradford Huie (en), Mud on the Stars, paru en 1942
- Photographie : Ellsworth Fredericks
- Montage : William Reynolds
- Musique : Kenyon Hopkins
- Décors : Herman Blumenthal, Lyle R. Wheeler, Joseph Kish
- Costumes : Anna Hill Johnstone
- Producteur : Elia Kazan
- Société de production : Twentieth Century Fox
- Société de distribution : Twentieth Century Fox
- Son : Richard Vorisek, Eugene Grossman
- Pays de production :  États-Unis
- Langue : anglais
- Format : Couleur
- Genre : Film dramatique
- Durée : 110 minutes (1 h 50)
- Dates de sortie : 
  - États-Unis : 26 mai 1960
  - France : 2 mai 1962

## Distribution
- Montgomery Clift : Chuck Glover
- Lee Remick : Carol Garth Baldwin
- Jo Van Fleet : Ella Garth
- Jay C. Flippen : Hamilton Garth
- James Westerfield : Cal Garth
- Barbara Loden : Betty Jackson
- Frank Overton : Walter Clark
- Malcolm Atterbury : Sy Moore
- Robert Earl Jones : Sam Johnson  (non crédité)
- Bruce Dern : Jack Roper (non crédité)

## À noter
- Le film a été tourné du 15 octobre 1959 au 4 janvier 1960 au Tennessee.
- Le dernier plan du film nous montre le barrage terminé. Il s'agit en fait du barrage Hoover, qui ne dépendait pas de la Tennessee Valley Authority, puisqu'il est construit sur le Colorado.